# Johannes Knudsen
Johannes Knudsen (22. december 1917 - 10. februar 1957) var en dansk maskinmester på skibet Ellen Mærsk, der forsøgte at redde et japansk skib i kraftig storm ud fra Japans kyst, men han omkom i forsøget. Siden er Knudsen æret i Japan.